# Ma'oz Aviv Bet
Ma'oz Aviv Bet (hebrejsky: 'מעוז אביב ב, doslova Jarní pevnost B) je čtvrť v severovýchodní části Tel Avivu v Izraeli. Je součástí správního obvodu Rova 2 a samosprávné jednotky Rova Cafon Mizrach. Spolu se sousedním čtvrtí Ma'oz Aviv Alef tvoří dohromady širší urbanistický celek Ma'oz Aviv.

## Geografie
Leží na severovýchodním okraji Tel Avivu, cca 3,5 kilometru od pobřeží Středozemního moře a cca 1,5 kilometrů severně od řeky Jarkon, v nadmořské výšce cca 30 metrů. Na východě sousedí se čtvrtí Hadar Josef, na severu s Ne'ot Afeka Alef, na západě s čtvrtí Ma'oz Aviv Alef. Na jihu sousedí a s pásem zeleně podél Jarkonu (Park Jarkon), kde se rozkládá sportovní areál Národní sportovní centrum Tel Aviv (Merkaz ha-sport ha-le'umi Tel Aviv) a dále k jihozápadu i výstavní areál Tel Aviv Exhibition Centre.

## Popis čtvrti
Plocha čtvrti je vymezena na severu ulicí Mivca Kadeš, na západě ulicí Bnej Efrajim.  Jde o novější obytný soubor, který vyrostl východně od původní starší zástavby čtvrti Ma'oz Aviv Alef.